# Eloria compulsa
Eloria compulsa är en fjärilsart som beskrevs av Max Wilhelm Karl Draudt 1927. 
Eloria compulsa ingår i släktet Eloria och familjen tofsspinnare. Inga underarter finns listade i Catalogue of Life.